# ジャバル・サマーン

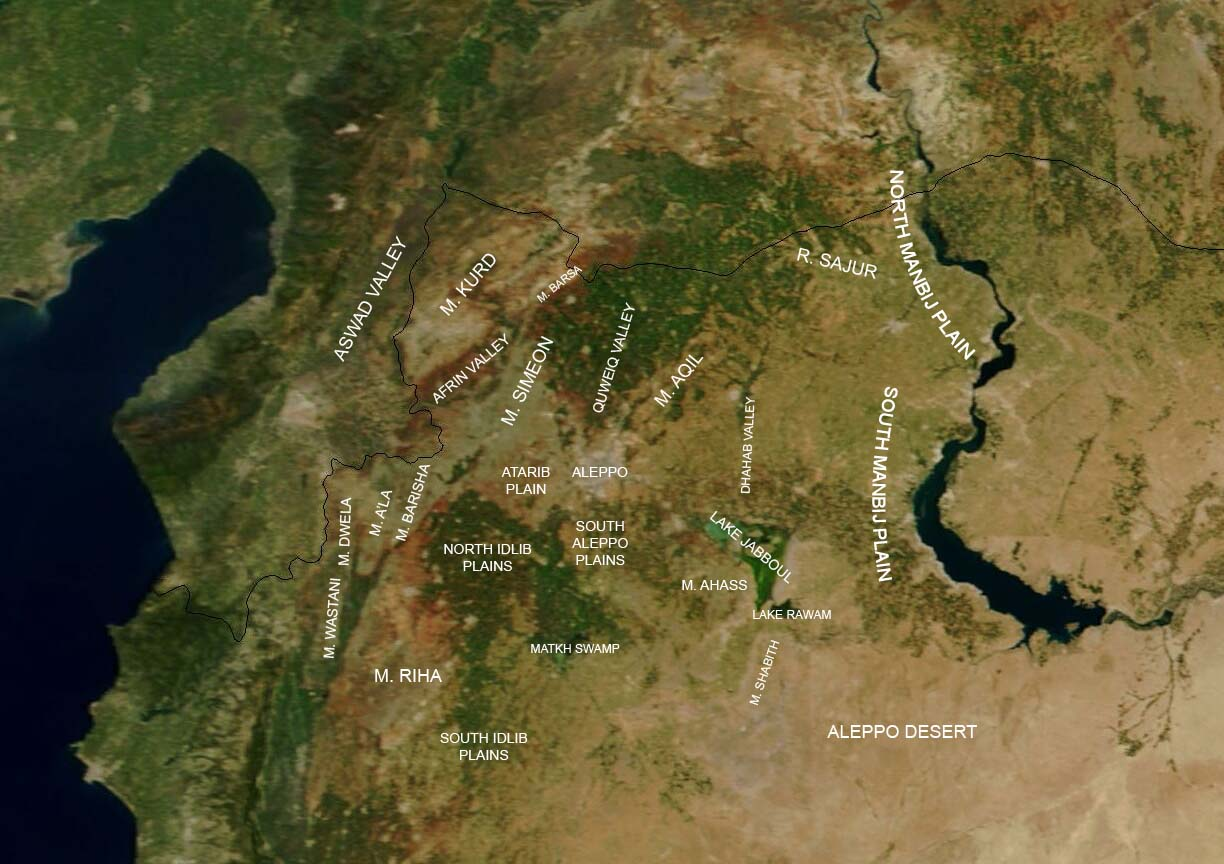
ジャバル・サマーン M.SIMEON の位置
（アレッポ県の空中写真、中央左側）

ジャバル・サマーン（サムアーン山、アラビア語: جبل سمعان Jabal Semʻān）は、シメオン山（英語: Mount Simeon）、シモン（サイモン）山（英語: Mount Simon） 、または Mount Laylūn（アラビア語: جبل ليلون）とも呼ばれる山。シリアの北部、アレッポ県の山地にあるジャバル・サマーン (Jabal Semʻān) 郡とアアザーズ (Aʻzāz) 郡に位置する。

## 名前

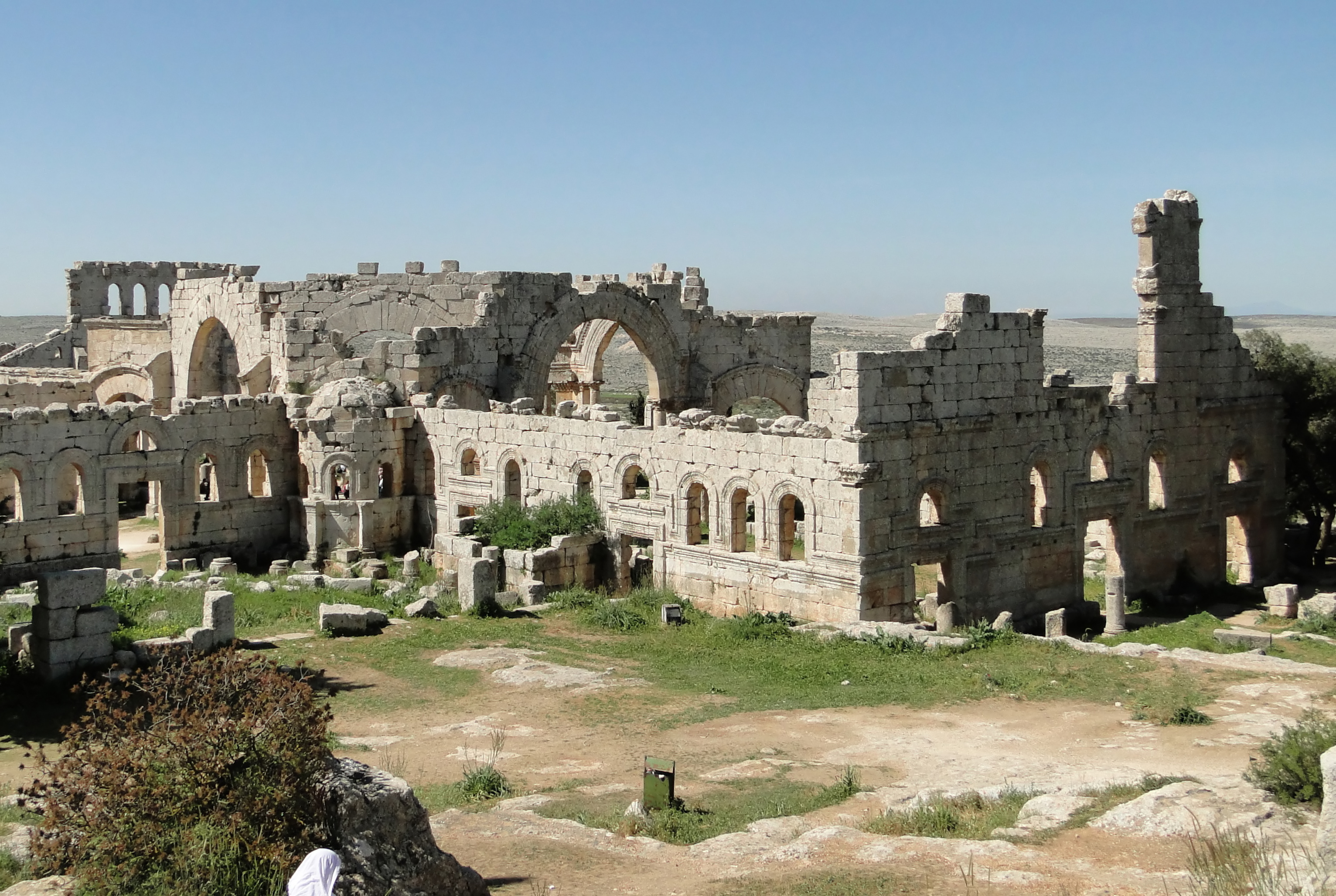
聖シメオン教会

サマーンという山の名は、5世紀、ここで修道生活をしていたキリスト教隠修士である登塔者聖シメオンの名からきている。
古名はネボ山（英語: Mount Nebo）で、メソポタミアの神ナブーによる。ネボという語は、Kafr Nebbo、Nebbol など、山にあるいくつかの村の名でまだ見られる。
Laylūn の名は、クルド語が起源となる。

## 地勢
ジャバル・サマーンは、アレッポの北西約20キロメートルに見られる山地の西部にある石灰岩山塊の一部であり、標高約500-600メートル、幅20-40キロメートルの範囲で北から南へ50キロメートルにわたっている。最頂地は南部のシェイク・バラカート (Sheikh Barakāt) の標高876メートルである。